# Офіційний перелік регіонально рідкісних рослин Чернівецької області
Офіційний перелік регіонально рідкісних рослин Чернівецької області — список, що містить перелік видів рослин, які не занесені до Червоної книги України, але є рідкісними або такими, що перебувають під загрозою зникнення на території Чернівецької області.

## Історія
Варіант наведеного переліку затверджено на пленарному засіданні 13 сесії Чернівецької обласної ради V скликання рішенням № 145-33/07 від 7 червня 2007 року «Про ліміти заготівлі лікарської сировини дикорослих видів рослин на 2007 рік та затвердження списків регіонально-рідкісних видів рослин і тварин». До нього входять 102 види судинних рослин, які постійно або тимчасово знаходяться чи зростають у природних умовах на території Чернівецької області.

## Перелік
| № п/п | Українська назва виду           | Біномінальна назва виду                           |
| ----- | ------------------------------- | ------------------------------------------------- |
| 1     | Аденофора лілієлиста            | Adenophora lilifolia (L.) A. DC.                  |
| 2     | Аконіт Дегена                   | Aconitum degenii Gáyer                            |
| 3     | Аконіт несправжньопротиотруйний | Aconitum pseudanthora Błocki ex Pacz              |
| 4     | Аконіт Хоста                    | Aconitum hosteanum Schur                          |
| 5     | Арум Бессера                    | Arum besserianum Schott.                          |
| 6     | Аспленій північний              | Asplenium septentrionale (L.) Hoffm.              |
| 7     | Багаторядник списовидний        | Polystichum lonchitis (L.) Roth.                  |
| 8     | Безсмертки однорічні            | Xeranthemum annuum L.                             |
| 9     | Берека                          | Sorbus torminalis (L.) Crantz                     |
| 10    | Білотка альпійська, едельвейс   | Leontopodium alpinum Cass                         |
| 11    | Блехнум колосистий              | Blechnum spicant (L.) Roth                        |
| 12    | Бобівник трилистий              | Menyanthes trifoliata L.                          |
| 13    | Борідник Прейса                 | Jovibarba preissiana (Domin) Omelczuk & Czopik)   |
| 14    | Борщівник пальчастий            | Heracleum palmatum Baumg.                         |
| 15    | Будяк сизий                     | Carduus glaucus Baumg                             |
| 16    | Вівсюнець Шелла                 | Helictotrichon schellianum (Hack.) Kitag.         |
| 17    | Вовче тіло болотне              | Comarum palustre L.                               |
| 18    | Волошка мармарошська            | Centaurea marmarosiensis (Jáv.) Czerep            |
| 19    | Волошка східнокарпатська        | Centaurea kotschyana Heuff.                       |
| 20    | Волошка тернопільська           | Centaurea ternopoliensis Dobrocz.                 |
| 21    | Вужачка звичайна                | Ophioglossum vulgatum L.                          |
| 22    | Гадюча цибулька гроновидна      | Muscari botryoides (L.) Mill.                     |
| 23    | Гвоздика стиснуточашечна        | Dianthus stenocalyx Juz.                          |
| 24    | Гіацинтик блідий                | Hyacinthella leucophaea Schur                     |
| 25    | Глечики жовті                   | Nuphar lutea (L.) Smith                           |
| 26    | Гронянка багатороздільна        | Botrychium multifidum (S.G.Gmel.) Rupr.           |
| 27    | Гронянка віргінська             | Botrychium virginianum (L.) Sw                    |
| 28    | Дорікніум трав'янистий          | Dorycnium herbaceum Vill                          |
| 29    | Душекія зелена                  | Duschekia viridis (Chaix) Opiz                    |
| 30    | Жовтець Запаловича              | Ranunculus zapalowiczii Pacz.                     |
| 31    | Жовтець карпатський             | Ranunculus carpaticus Herbich.                    |
| 32    | Жовтець платанолистий           | Ranunculus platanifolius L.                       |
| 33    | Жовтець Хорншуха                | Ranunculus hornschuchii Hoppe                     |
| 34    | Жовтозілля тіньове              | Senecio umbrosus Waldst. & Kit                    |
| 35    | Жовтушник Вітмана               | Erysimum witmannii Zawadzki                       |
| 36    | Жовтяниця альпійська            | Chrysosplenium alpinum Schur                      |
| 37    | Журавлина болотна               | Oxycoccus palustris Pers                          |
| 38    | Зимолюбка зонтична              | Chimaphila umbellata (L.) W. Barton               |
| 39    | Зірочки лучні                   | Gagea pratensis (Pers.) Dumort.                   |
| 40    | Їжача голівка мала              | Sparganium minimum Wallr                          |
| 41    | Кермек південнобузький          | Limonium gmelinii (Willd.) Kuntze                 |
| 42    | Кизильник цілокраїй             | Cotoneaster integerrimus Medik.                   |
| 43    | Китятки сибірські               | Polygala sibirica L.                              |
| 44    | Клопогін європейський           | Cimicifuga europaea Schipcz.                      |
| 45    | Королиця Рациборського          | Leucanthemum raciborskii M.Pop. & Chrshan.        |
| 46    | Кортуза Маттіолі                | Cortusa matthioli L.                              |
| 47    | Костриця макутринська           | Festuca makutrensis Zapal.                        |
| 48    | Костриця скельна                | Festuca saxatilis Schur.                          |
| 49    | Костриця тонколиста             | Festuca tenuifolia Sibth.                         |
| 50    | Куга тригранна                  | Schoenoplectus triqueter (L.) Palla               |
| 51    | Куничник несправжньоочеретяний  | Calamagrostis pseudophragmites (Haller f.) Koeler |
| 52    | Латаття біле                    | Nymphaea alba L.                                  |
| 53    | Леопольдія тонколиста           | Leopoldia tenuifolia                              |
| 54    | Леопольдія чубкувата            | Leopoldia comosa (L.) Parl.                       |
| 55    | Листовик сколопендровий         | Phyllitis scolopendrium (L.) Newman               |
| 56    | Ломикамінь волосистий           | Saxifraga paniculata Mill.                        |
| 57    | Ломиніс цілолистий              | Clematis integrifolia L.                          |
| 58    | Молодило руське                 | Sempervivum ruthenicum Schnittsp. & C.B.Lehm.     |
| 59    | Морозник червонуватий           | Helleborus purpurascens Waldst. & Kit.            |
| 60    | Нечуйвітер зубчастий            | Hieracium dentatum Hoppe                          |
| 61    | Образки болотні                 | Calla palustris L.                                |
| 62    | Орлики звичайні                 | Aquilegia vulgaris L.                             |
| 63    | Осока короткошия                | Carex brevicollis DC.                             |
| 64    | Осока плівчаста                 | Carex loliacea L.                                 |
| 65    | Перестріч Гербіха               | Melampyrum herbichii Woł.                         |
| 66    | Перлівка війчаста               | Melica ciliata L.                                 |
| 67    | Півники сибірські               | Iris sibirica L.                                  |
| 68    | Півники угорські                | Iris hungarica Waldst. & Kit.                     |
| 69    | Півніки Брандзи                 | Iris brandzae Prodan                              |
| 70    | Підмаренник транскарпатський    | Galium transcarpaticum Stojko & Tasenkevich       |
| 71    | Плавушник болотний              | Hottonia palustris L.                             |
| 72    | Пухирник малий                  | Utricularia minor L.                              |
| 73    | Пухирник звичайний              | Utricularia vulgaris L.                           |
| 74    | Пухирник судетський             | Cystopteris sudetica A.Braun & Milde              |
| 75    | Росичка круглолиста             | Drosera rotundifolia L.                           |
| 76    | Саротамнус віниковий            | Sarothamnus scoparius (L.) W.D.J.Koch             |
| 77    | Синюха голуба                   | Polemonium caeruleum L.                           |
| 78    | Скереда Жакена                  | Crepis jacquinii Tausch                           |
| 79    | Скорзонера пурпурна             | Scorzonera purpurea L.                            |
| 80    | Смородина карпатська            | Ribes carpaticum Schult                           |
| 81    | Солонечник крапчастий           | Galatella punctata (Waldst. & Kit.) Nees          |
| 82    | Сон широколистий                | Pulsatilla latifolia Rupr.                        |
| 83    | Сосна гірська, сосна жереп      | Pinus mugo Turra                                  |
| 84    | Стародуб альпійський            | Laserpitium alpinum Waldst. & Kit.                |
| 85    | Стародуб широколистий           | Laserpitium latifolium L.                         |
| 86    | Стоколос гіллястий              | Bromopsis ramosa (Huds.) Holub                    |
| 87    | Сугайник карпатський            | Doronicum carpaticum (Griseb. & Schenk) Nyman     |
| 88    | Тирлич звичайний                | Gentiana pneumonanthe L.                          |
| 89    | Тирлич Мішковий                 | Gentiana utriculosa L.                            |
| 90    | Тирличник війчастий             | Gentianopsis ciliata (L.) Ma                      |
| 91    | Тонконіг неплідний              | Poa sterilis M.Bieb.                              |
| 92    | Тоція карпатська                | Tozzia carpathica Woł.                            |
| 93    | Трищетинник альпійський         | Trisetum alpestre (Host) P.Beauv.                 |
| 94    | Фітеума Вагнера                 | Phyteuma vagneri A.Kern.                          |
| 95    | Фітеума чотирироздільна         | Phyteuma tetramerum Schur                         |
| 96    | Хвощ галузистий                 | Equisetum ramosissimum Desf                       |
| 97    | Хвощ рябий                      | Equisetum variegatum Schleich. ex Weber & Mohr    |
| 98    | Цибуля переможна                | Allium victorialis L.                             |
| 99    | Чихавка звичайна                | Ptarmica vulgaris Blackw. ex DC.                  |
| 100   | Шолудивник болотний             | Pedicularis palustris L.                          |
| 101   | Шолудивник Гакетта              | Pedicularis hacquetii Graf                        |
| 102   | Щебручка Баумгартена            | Acinos baumgartenii (Simonk.) Klokov              |